# NK TOŠK Tešanj
Nogometni klub TOŠK Tešanj, conhecido como TOŠK Tešanj ou apenas TOŠK, é uma associação profissional de futebol com sede na cidade de Tešanj, situada na Bósnia e Herzegovina.
O TOŠK recebe seus jogos em casa no Estádio Luke, que tem capacidade para 7.000 lugares. O clube joga atualmente na Primeira Liga - Federação da Bósnia e Herzegovina. 

## História
Após a fundação do clube em 1927, TOŠK disputou apenas amistosos. A primeira partida oficial foi com Proleter de Teslić apenas em agosto de 1930. TOŠK venceu por 2-1. Depois dessa partida, os gendarmes proibiram o clube de jogar futebol porque pensaram que era uma "equipe da classe trabalhadora".
No entanto, depois de algum tempo, TOŠK foi novamente aprovado pelas autoridades da época para jogar futebol, e o maior crédito por isso foi para os fundadores do TOŠK: Halilovic Asim, Aširaga e Mujaga Mujčić, Ahmet Školjić, Aljo Šehagić e Hakija Srkalović. Desde o início das suas atividades, a TOŠK cultivou o puro amadorismo e não se desviou dele. Os jogadores compravam chuteiras, lavavam equipamentos esportivos, carregavam alimentos e caminhavam 20 ou mais quilômetros para jogar no horário programado. Algum tempo depois, eles começaram a viajaram de carro, caminhão e trem de quarta classe. Depois da fundação do TOŠK, e depois da fundação das categorias de base, o clube tornou-se cada vez mais atraente para os jovens, mas também para todos aqueles que queriam ver os seus jogadores de futebol preferidos.
Então, a cor e o emblema do clube começaram a ser pensados. Os jogos amigáveis começaram com clubes vizinhos: jogaram em Teslić contra o Desta e Hrabro, depois Union" e Ozren, de Doboj, Đerzelez de Sarajevo, Plemena de Travnik e outros. Assim, o objetivo inicial do clube era a massa, ou seja, reunir, sobretudo, jovens trabalhadores e atuar junto aos jovens. No entanto, aos poucos foi prestando mais atenção à qualidade do jogo, o que certamente deu um grande contributo para o primeiro treinador, Aljo Šehagić. O TOŠK é um clube onde jogaram e trabalharam dois heróis nacionais: Nisim Albahari, que foi jogador, e Husein Huso Hodžić, que trabalhou na gestão do clube e deu grande significado político aos eventos desportivos. E como era no início, Tešnjak Nisim Albahari disse: “Aos catorze anos, estudante do terceiro ano do Gymnasium, com os meus colegas e amigos um pouco mais velhos, participei no início da organização de um clube de futebol em Tešanj. Os atores principais foram: Aljo Šehagić, Pero Marković, Smail Širbegović, Huso Dolamić, Ashiraga e Mujaga Mujčić, Ahmet Školjić, Hakija Srkalović e outros”.
A primeira equipe titular, do TOŠK, era composta pelos seguintes jogadores: Aljo Šehagić, Mustafa Bešlagić, Rašid, Muhamed Đonlagić, Huso Dolamić, Rašid Deljkić, Esad Jusufović, Perica Marković, Smail Širbegović e Hasan Brkić.
A Segunda Guerra Mundial logo se deu início. Muitos estádios ficaram silenciosos, incluindo o estádio do TOŠK. No entanto, cidadãos proeminentes da época e participantes bem conhecidos da Guerra de Libertação Nacional propuseram que o NK TOŠK fosse renomeado. Concluiu-se que o novo nome seria Udarnik. E assim o Udarnik de Tešanj começou a competir na região de Doboj e além. Ele não apresentou resultados significativos na época, mas espalhou conhecimentos e cultivou relações muito boas com cidades vizinhas, como Teslić, Doboj, Maglaj, Žepče, Gračanica, Zavidovići, Modriča, Derventa, Bosanski Šamac, Lukavac, Prnjavor, Kotor Varo. A pobreza e a miséria, assim como o terreno muito ruim, foram os companheiras de TOŠK por quase três décadas.
No início de 1950, a TOŠK reunia em suas fileiras um grande número de jovens e talentosos jogadores de futebol, que, mais tarde, quase duas décadas, formaram a espinha dorsal. O ano de 1959 foi inscrito como o pior ano da sua história. Em 24 de maio de 1959, uma partida significativa foi disputada em Tešanj, e TOŠK e Zvijezda Gradačac se encontraram. A partida foi assistida por mais de 3.000 espectadores. O jogo foi tenso, e o árbitro Đuro Vukelić, de Doboj, paralisou o jogo com um sorriso e apitou quando devia e quando não devia. Após o árbitro ter provocado os jogadores e o público, o jogo foi interrompido aos 45 minutos com o placar de 1-1, e então os espectadores correram para dentro do gramado, onde uma briga sem precedentes começou. Após este caso, a Comissão Disciplinar se reuniu e impôs uma suspensão de dois anos no mando de campo do TOŠK, enquanto vários jogadores foram detidos e condenados a seis meses a dois anos de prisão. Depois disso, vários jogadores do TOŠK se juntaram ao NK Borac de Jelah, e então o TOŠK se concentrou em rejuvenescer significativamente a equipe e considerar seriamente a construção de um novo campo. 
As maiores conquistas durante o período de competição na antiga Iugoslávia foram o quarto lugar em 1972 na Terceira Divisão Iugoslava e as oitavas de final da Copa da Iugoslávia. Os maiores nomes do NK TOŠK de Tešanj são: Rašid Deljkić, Smail Smailbegović, Salko Hadžiselimović, e o técnico Sedžad Šeremet, que foi o primeiro treinador a levar o TOŠK à Segunda Liga da Iugoslávia. 
Depois da guerra, o maior sucesso da história do clube, foi entrar na Premijer Liga, graças ao presidente do clube, Amir Galijašević, e ao treinador Sakib Zejnilović. Depois disso, TOŠK competiu por muitos anos na Primeira Liga - FBiH e, em seguida, na Segunda Liga - FBiH (Centro). Na temporada 2005/06, a equipe liderada pelo presidente do clube Haris Sejdić regressou à Primeira Liga - FBiH.
Na temporada 2018/19, chegou as semifinais da Copa Bósnia de Futebol, onde perdeu nas semifinais para o Široki Brijeg.

## Títulos
- Segunda Liga - FBiH (2): 2005/06 (centro), 2016/17 (centro)